# Рудка (Дніпровський район)
Ру́дка — село в Україні, в Китайгородській сільській громаді Дніпровського району Дніпропетровської області. Населення за переписом 2001 року складало 818 осіб. До 2017 року центр Рудківської сільської ради.

## Географія
Село Рудка примикає до сіл Китайгород і Кравцівка, на відстані 1 км розташоване село Зубківка. Навколо села кілька заболочених озер - залишки стародавнього русла.

## Історія
На заповідних землях села Рудка збереглися половецько-козацькі кургани. Залишки Української укріпленої лінії (1730-х роки).
Село Рудка засноване в 1730 році, коли козацькому отаману Івану Руді виділили землі на болотах - землями родючими, покритими садами та рибою та дичиною. 
Село Рудка з часом витягнулось на пя'ть кілометрів поряд з болотом, що в минулі часи було одним із русел, по якому річка Оріль впадала в Дніпро. 
Достовірно невідомо чи назва села пішла від прізвища першого поселенця нашого краю, чи від слова "рудка", що означає "болото".
З початку заснування сільських рад наше село входило до склад Закрівчанської сільської ради, а на початку 1930-х років була виділена Рудківська сільська рада. 
В квітні 1959 року відбулось злиття двох рад – Рудківської та Китайгородської в одну. Так наша громада стала в складі Китайгородської сільської ради.
В 1990 році після клопотання громади сіл Рудка, Кравцівка, Рибалки, Щербинівка, було розділено Китайгородськуі заново створено Рудківську сільську раду.
В центрі села Рудка Братська Могила загиблим воїнам Червоної армії.
В центрі села Рудка пам’ятник українському поету Тарасові Шевченко.

## Населення

### Мова
Розподіл населення за рідною мовою за даними перепису 2001 року:
| Мова            | Кількість | Відсоток |
| --------------- | --------- | -------- |
| українська      | 802       | 98.04%   |
| вірменська      | 8         | 0.98%    |
| румунська       | 1         | 0.12%    |
| інші/не вказали | 7         | 0.86%    |
| Усього          | 818       | 100%     |

## Економіка
- ТОВ «Шевченка».
- ФГ «Лелеки».

## Об'єкти соціальної сфери
- Школа I-II ст.
- Амбулаторія.
- Будинок культури.

## Пам'ятки

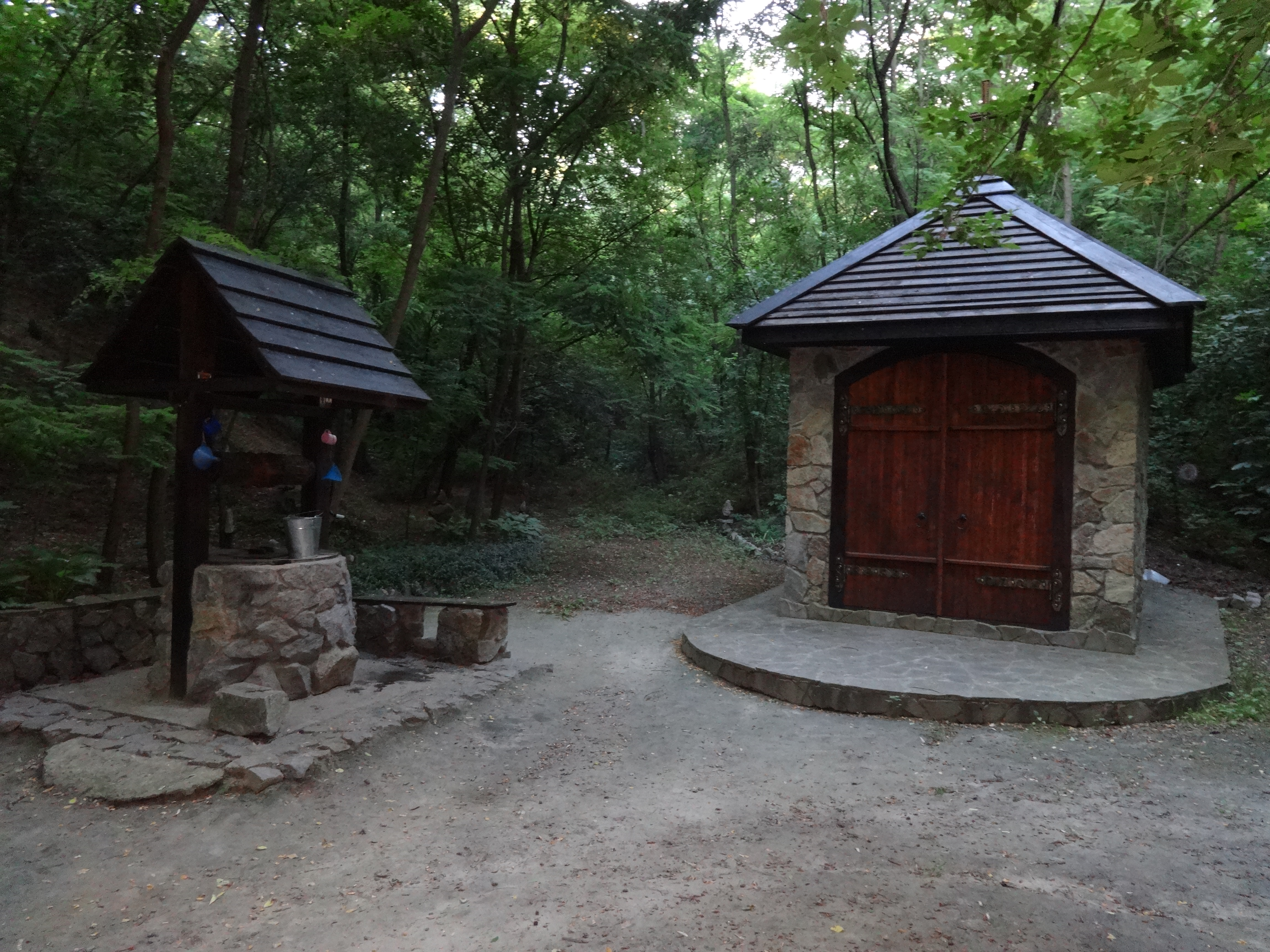
Пам'ятна капличка на місті Укріплень Української лінії

У селі є споруда Української укріпленої лінії — Укріплення Української лінії (1731 року). 
У XVIII ст. це укріплення називалось «Борисоглібська фортеця» і належало до однойменного полку Української ландміліції. 1765 року для полку було затверджено герб: «на срібному тлі рука з блакитним щитом, яка виходить із хмар, а під нею, на зеленій землі, ряд укріплень».

## Інтернет-посилання
- Погода в селі Рудка

1. ↑  Рідні мови в об'єднаних територіальних громадах України — Український центр суспільних даних